# Cohors IV Lingonum
Die Cohors IV (oder IIII) Lingonum [equitata] (deutsch 4. Kohorte der Lingonen [teilberitten]) war eine römische Auxiliareinheit. Sie ist durch Militärdiplome, Inschriften und Bleisiegel belegt.

## Namensbestandteile
- Lingonum: der Lingonen. Die Soldaten der Kohorte wurden bei Aufstellung der Einheit aus dem Volk der Lingonen auf dem Gebiet der römischen Provinz Gallia Belgica rekrutiert.

- equitata: teilberitten. Die Einheit war ein gemischter Verband aus Infanterie und Kavallerie. Der Zusatz kommt in der Inschrift (RIB 1299) vor.

Da es keine Hinweise auf den Namenszusatz milliaria (1000 Mann) gibt, war die Einheit eine Cohors (quingenaria) equitata. Die Sollstärke der Kohorte lag bei 600 Mann (480 Mann Infanterie und 120 Reiter), bestehend aus 6 Centurien Infanterie mit jeweils 80 Mann sowie 4 Turmae Kavallerie mit jeweils 30 Reitern.

## Geschichte
Die Kohorte war in der Provinz Britannia stationiert. Sie ist auf Militärdiplomen für die Jahre 98 bis 158 n. Chr. aufgeführt.
Der erste Nachweis der Einheit in Britannia beruht auf einem Diplom, das auf 98 datiert ist. In dem Diplom wird die Kohorte als Teil der Truppen (siehe Römische Streitkräfte in Britannia) aufgeführt, die in der Provinz stationiert waren. Weitere Diplome, die auf 122 bis 158 datiert sind, belegen die Einheit in derselben Provinz.
Letztmals erwähnt wird die Einheit in der Notitia dignitatum mit der Bezeichnung Cohors quarta Lingonum für den Standort Segedunum. Sie war unter der Leitung eines Tribuns Teil der Truppen, die dem Oberkommando des Dux Britanniarum unterstanden.

## Standorte
Standorte der Kohorte in Britannia waren möglicherweise:
- Segedunum (Wallsend): Die Inschriften (RIB 1299–1302, 1307) sowie Bleisiegel mit dem Stempel C IIII L (RIB 2411,109) wurden hier gefunden. Darüber hinaus wird die Einheit in der Notitia dignitatum für diesen Standort aufgeführt.
- Meilenkastell 59 am Hadrianswall: In der Nähe des Meilenkastells 59 wurde eine Bauinschrift der Einheit gefunden (RIB 2014).

## Angehörige der Kohorte
Folgende Angehörige der Kohorte sind bekannt.

### Kommandeure
| - Aelius Rufus, ein Präfekt - Cornelius Celer, ein Präfekt - Didius Severus, ein Präfekt | - Iul(ius) Honoratus, ein Centurio der Legio II Augusta (RIB 1299) - Marcus Lucretius Peregrinus, ein Präfekt - Marcus Statius Priscus Licinius Italicus, ein Präfekt |